# Río Ceceja
El río Ceceja es un curso fluvial de Cantabria (España) perteneciente a la cuenca hidrográfica del Saja-Besaya. Tiene una longitud de 7,233 kilómetros, con una pendiente media de 2,2º. Su cauce forma una de las interrupciones en la sierra del Escudo. Desemboca en el Saja, ya cerca de la costa.
En 2008 se solicitó la construcción de una presa a la altura de La Hoz de Herrera de Ibio para uso del agua en molinería.